# Telêmaco Borba Esporte Clube
O Telêmaco Borba Esporte Clube é um clube de futebol brasileiro da cidade de Telêmaco Borba, no estado do Paraná.

## História
o clube foi fundado em 1985 como Esporte clube mixto bordô, e em 1995 como mixto bordô futebol clube e foi refundado em 1999 como telêmaco borba esporte clube
Logo no seu primeiro ano de fundação a equipe foi campeã do Campeonato Paranaense da Terceira Divisão de 1999 batendo na final o Ferroviário de jaguariaíva
A equipe jogou por pouco tempo ate que desapareceu em meados de 2001.

## Títulos
- Campeonato Paranaense de Futebol - Terceira Divisão : 1999